# Дрёбак-Фрогн (футбольный клуб)
«Дрёбак-Фрогн» — норвежский футбольный клуб из города Дрёбак. Основан 6 апреля 1946 года. Проводит матчи на стадионе «Сейэрстен», вмещающем до 2000 зрителей. Клубные цвета —красный и белый.В настоящее время выступает в третьем дивизионе чемпионата Норвегии

## Достижения
Дрёбак-Фрогн последний раз играл в первом дивизионе Норвегии (сейчас — Адекколига Норвегии) в 1997 году. В 1986 и 1992 годах клуб играл переходные матчи за право попадания в высший дивизион, но оба раза не смог занять первое место. В 2009 году клуб вылетел из второго дивизиона (Лиги Фэйр-Плей) и сейчас находится в четвёртом по силе дивизионе страны.

## Известные игроки
- Бент Скаммельсруд
- Принс Эхиробо
- Пер Эдмунд Мордт